# Sant Pere de Viladecavalls (església nova)
Sant Pere de Viladecavalls és una església del poble de masies disperses de Viladecavalls de Calders, situat al municipi de Calders (Moianès). Es tracta del temple de construcció recent i estil neoromànic situat a l'esquerra del Calders, a llevant de la Colònia Jorba i al sud-est de la masia d'el Manganell. Forma part de l'Inventari del Patrimoni Arquitectònic de Catalunya.

## Descripció
Entre el portal d'entrada i els murs de migdia hi ha un doble arc adovellat. Exteriorment s'insinuen tres cossos, essent el central és el doble d'ample que els laterals. Hi ha un campanar adossat al SE, de forma quadrada i formant tres pisos, amb porta exterior. Absis semicircular; dos absis laterals de forma quadrada al sector nord. Tres contraforts a cada una de les naus laterals; Petites obertures a cada banda. L'interior és d'una sola nau, en volta. El material constructiu utilitzat és majoritàriament maó i terra cuita, mentre que els contraforts són de formigó.

## Història
Aquesta església va ser aixecada el 1944, prop la Colònia tèxtil del Manganell o Jorba, quan l'antiga església de Sant Pere de Viladecavalls, al costat del mas "llucià" ja no servia al culte en ser saquejada per la guerra civil del 1936. El canvi d'ubicació va ser donat a la formació de la Colònia tèxtil, i per tant, un nombre considerable de població que s'hauria de desplaçar per satisfer aquest servei si es refeia l'església al primitiu indret.